# Fiat 500 (1957)
Pour les articles homonymes, voir Fiat 500.
 (avril 2023).
Si vous disposez d'ouvrages ou d'articles de référence ou si vous connaissez des sites web de qualité traitant du thème abordé ici, merci de compléter l'article en donnant les références utiles à sa vérifiabilité et en les liant à la section « Notes et références ».

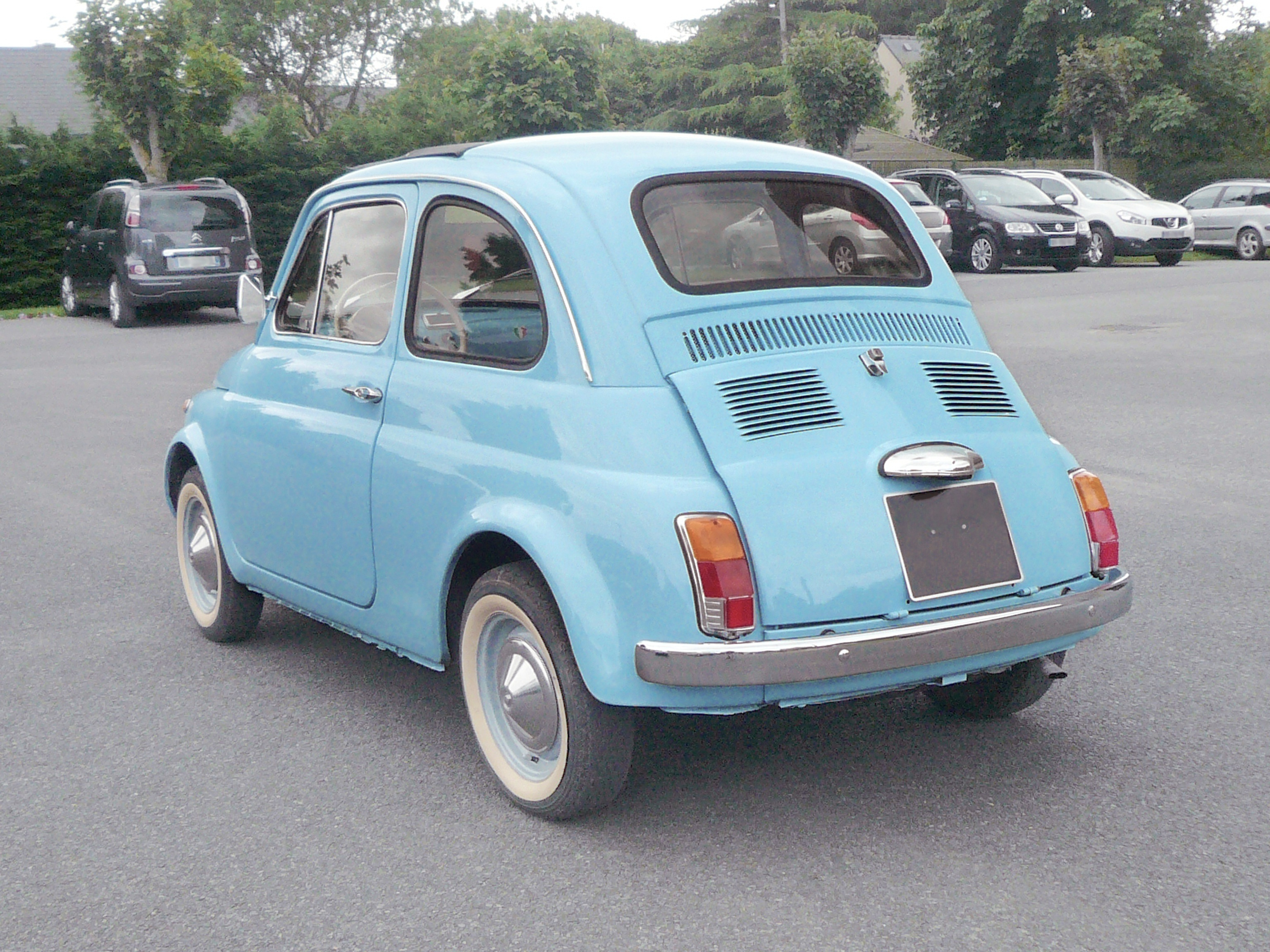
Poupe d'une Fiat 500.

La Fiat 500 de deuxième génération (N à R) est un modèle d'automobile fabriqué par le constructeur italien Fiat, en Italie entre le 4 juillet 1957 et 1975. Elle fut inventée par Dante Giacosa. Remplaçant le modèle dit de première génération proposé en 1936, elle porte le nom de code « 110 » pour la berline et « 120 » pour la version Giardiniera.
Elle porte le nom de « Fiat Nuova 500 », c'est-à-dire « Nouvelle Fiat 500 » pour la distinguer du modèle antérieur de Fiat 500 commercialisé de 1936 à 1955 avec le surnom de « Fiat 500 Topolino » ou « Mickey Mouse ».
Ce modèle fut également fabriqué en France sous licence par la marque Simca (commercialisé sous le nom de Simca 5 et 6), en Autriche par Steyr sous le nom de Fiat Steyr 500, en Allemagne Fiat-NSU, en Pologne par Fiat sous le nom de Polski Fiat, et en Inde par Premier.
En 2006, le magazine Top Gear a élu la Fiat 500 « la voiture la plus sexy »
En juillet 2007, Fiat a lancé un autre modèle sous le même nom, la nouvelle Fiat 500, dite Fiat 500 de troisième génération.

## Histoire
Après l'expérience acquise avec la précédente Fiat 500 Topolino, la plus petite voiture au monde de son époque, Fiat travaillait depuis 1947 à la mise au point de la mini voiture parfaite. Tous les projets présentés avaient été refusés par la direction et Dante Giacosa, qui avait terminé la mise au point de la Fiat 600 projet « 100 », se tourna vers le bureau d'études de la filiale allemande Fiat-NSU qui étudiait une micro voiture équipée d'un moteur de moto. En 1953, Dante Giacosa décida de lancer les études de conception d'une mini voiture, plus petite que la Fiat 600, à partir d'un nouveau moteur de moins de 500 cm3 refroidi par air, qu'il venait de valider. Entre-temps, des appels d'offres étaient lancés pour la réalisation du moteur et un moteur en V que Moto Guzzi avait spécialement conçu avait même été considéré. Dante Giacosa présentera à la direction turinoise deux maquettes de carrosseries, l'une directement dérivée de la Fiat 600 et l'autre beaucoup plus innovante. Le Pr Vittorio Valletta, directeur général du constructeur italien, choisit le premier projet. C'était le 18 octobre 1955, la Nuova 500 allait passer au stade industriel en même temps que sa sœur jumelle, l'Autobianchi Bianchina. Dante Giacosa recevra le Compas d'Or 1959 pour la réalisation de la Fiat 500.

### Caractéristiques
La Fiat 500 est une petite berline avec deux portes, un coffre à l'avant et la possibilité d'un toit ouvrant.
Très compacte, ses dimensions sont pour la longueur de 2,97 mètres, la largeur de 1,32 mètre et la hauteur de 1,32 mètre. Son poids à vide est de 470 kilogrammes.
Elle est équipée d'un moteur arrière à essence de deux cylindres de 480 à 595 cm3 qui la propulse à 95 km/h.

## Modèles

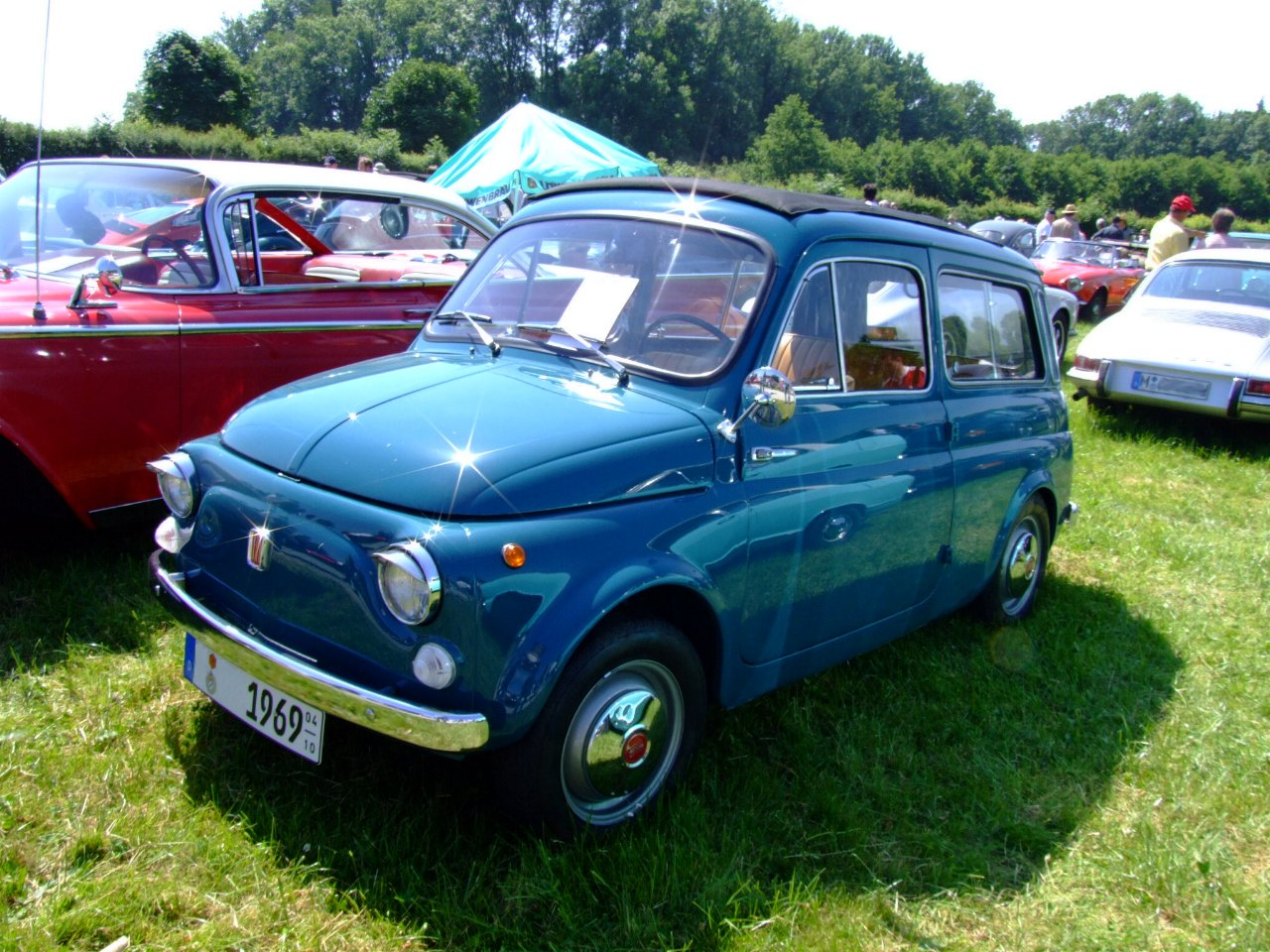
Fiat 500 Giardiniera.

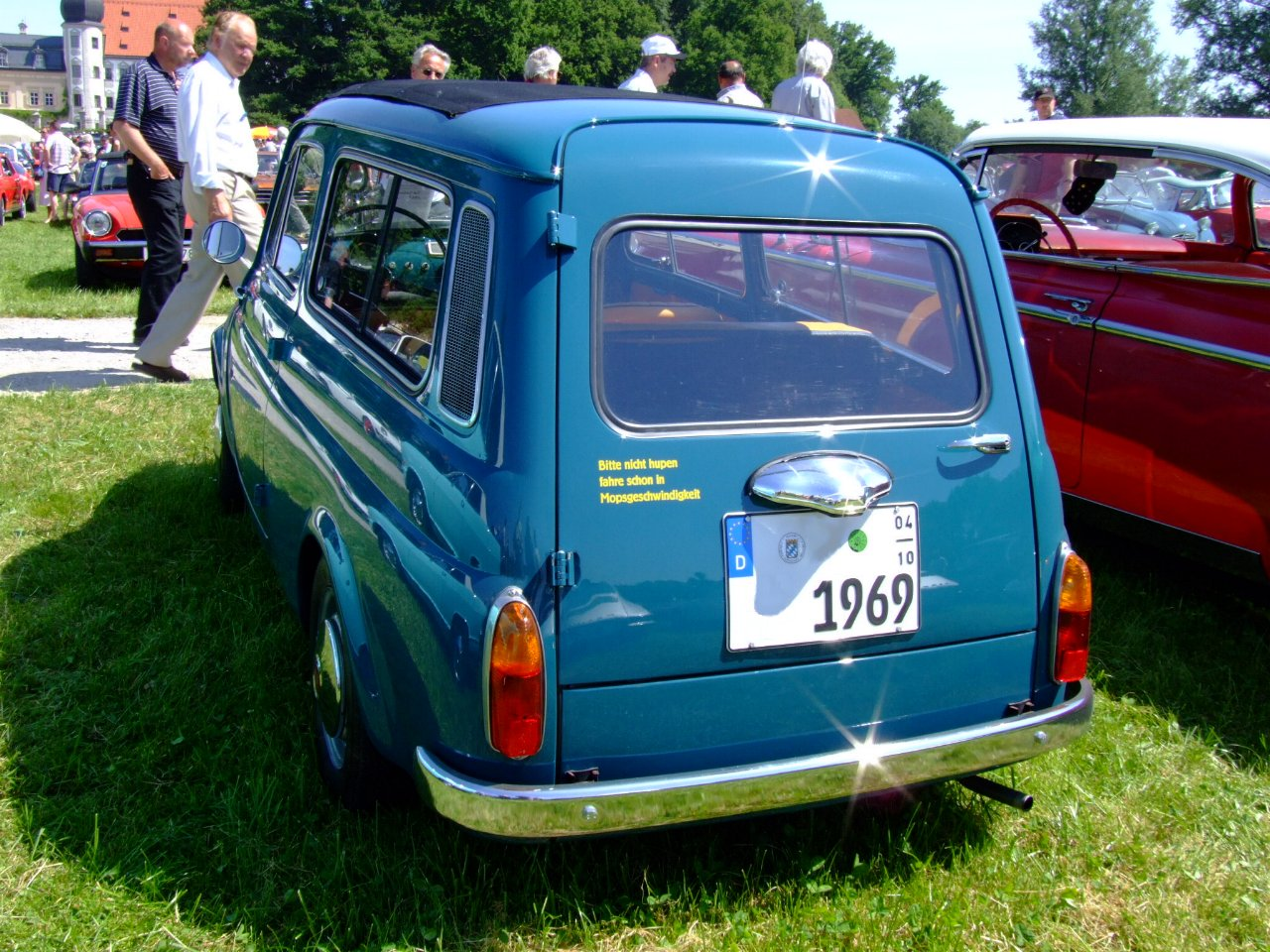
Fiat 500 Giardiniera vue de derrière.

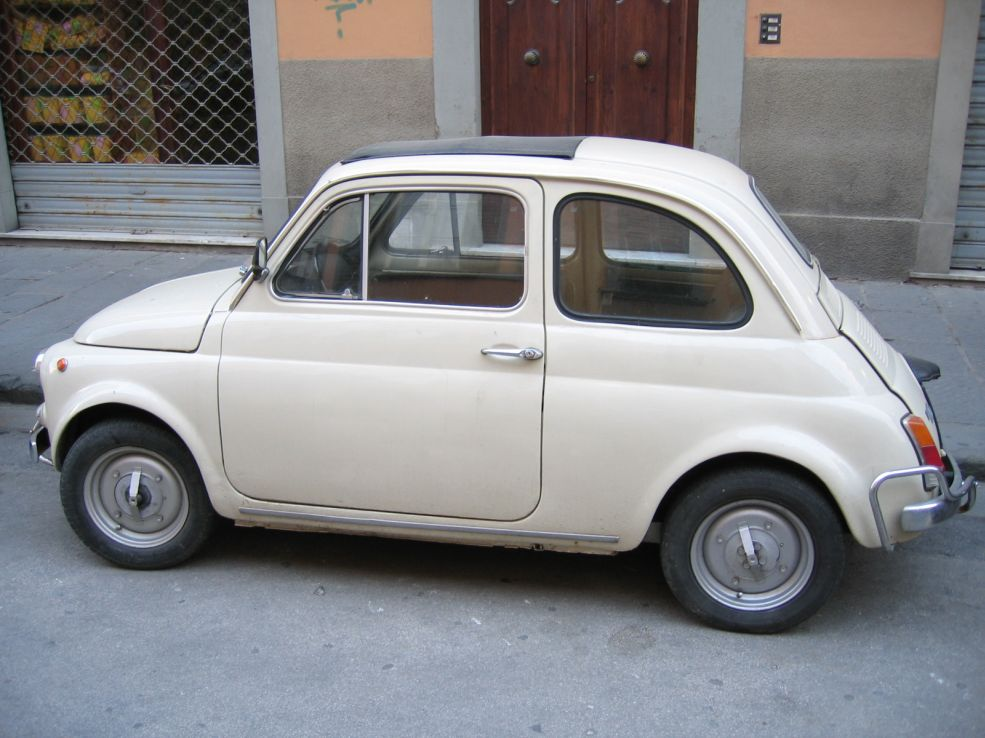
Une Fiat 500 L.

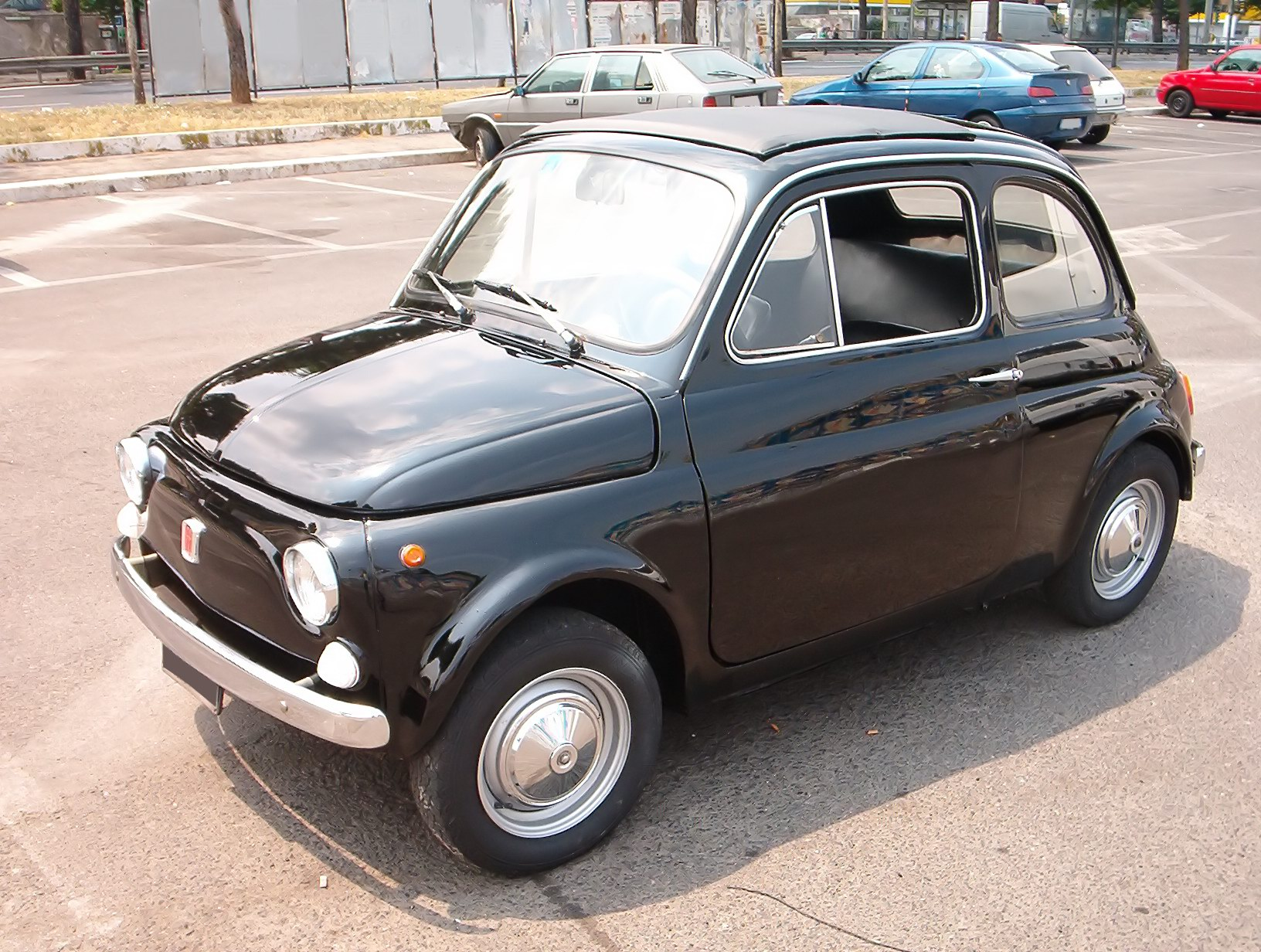
Une Fiat 500 F.

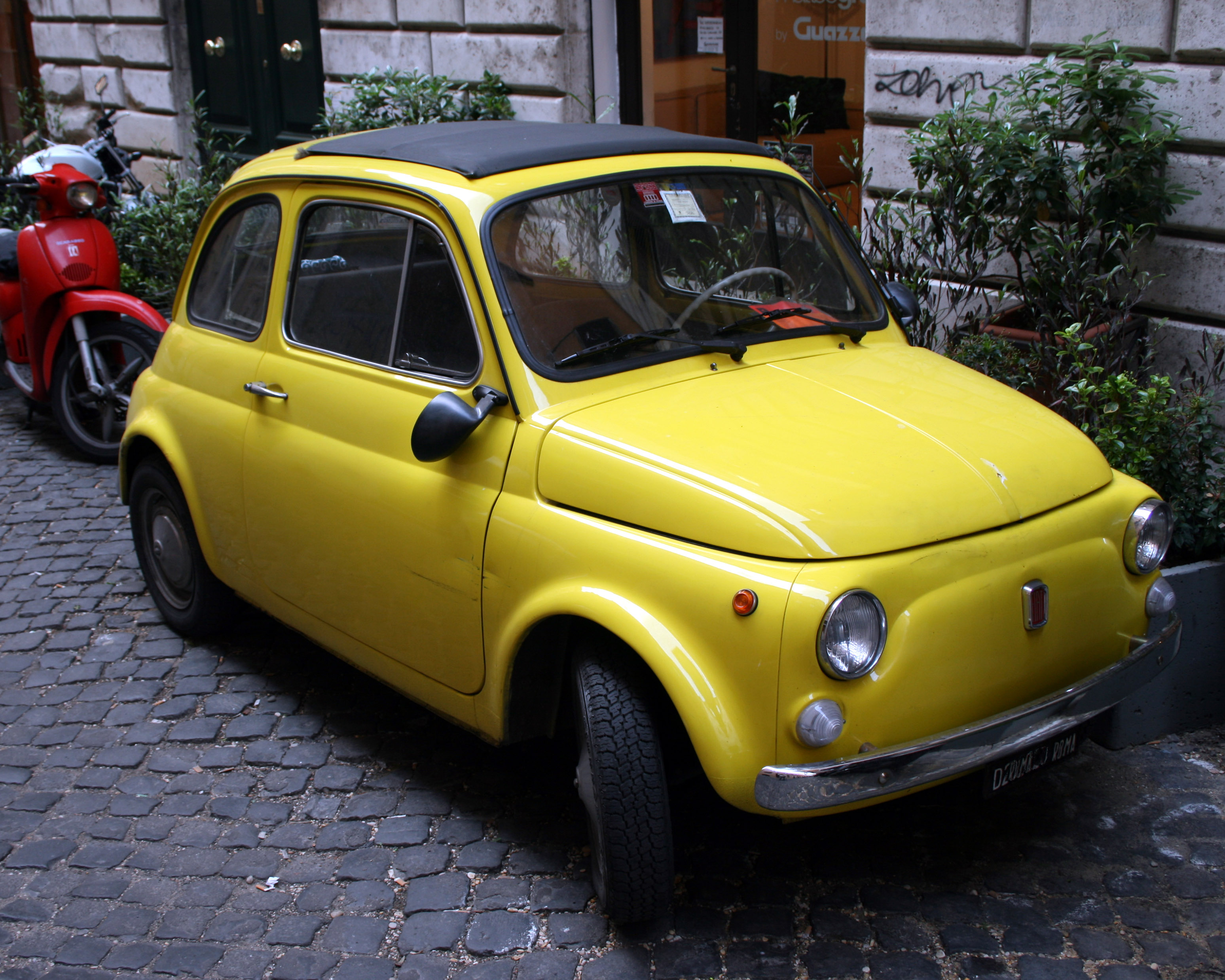
Une Fiat 500 F.

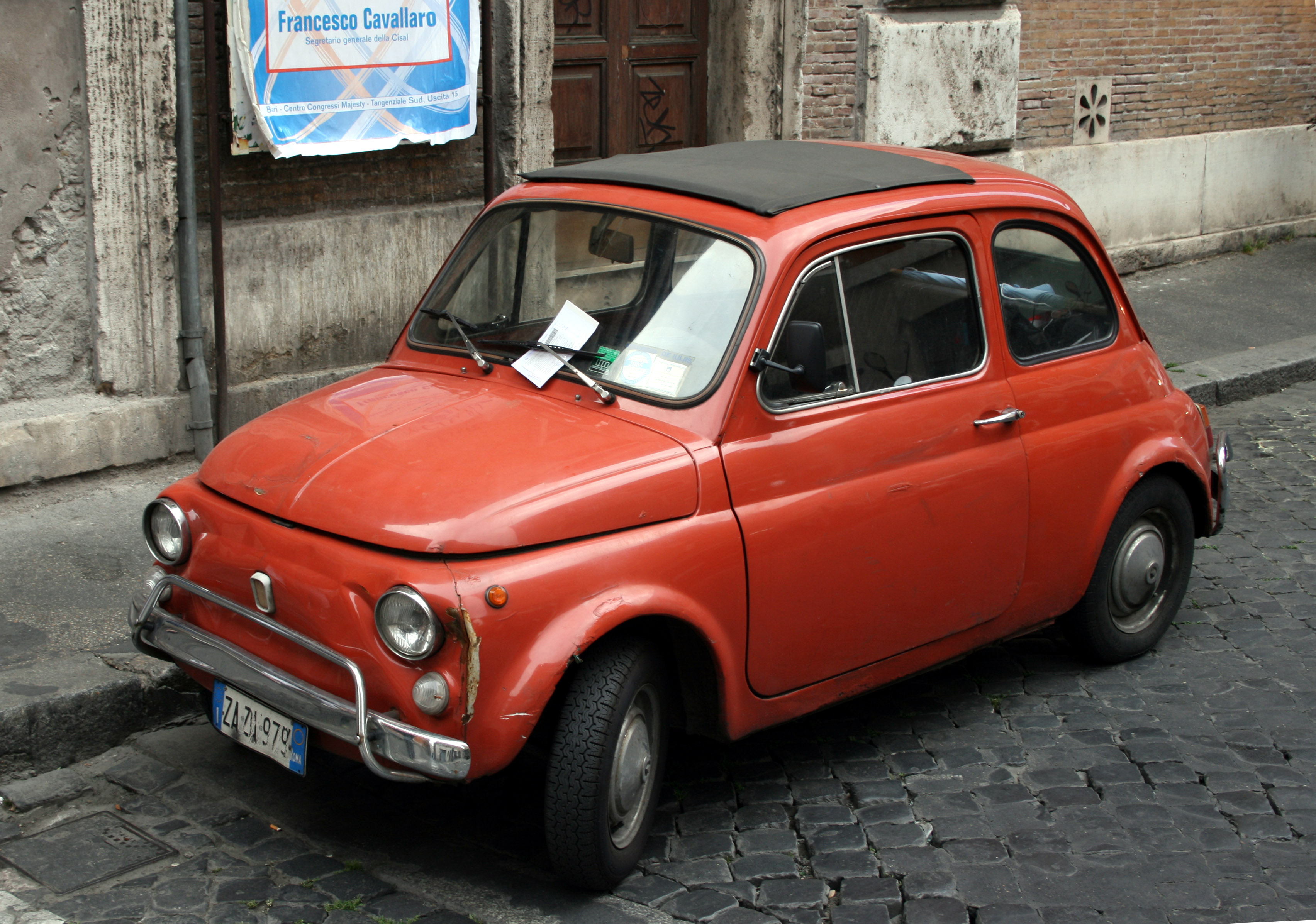
Une Fiat 500 L.

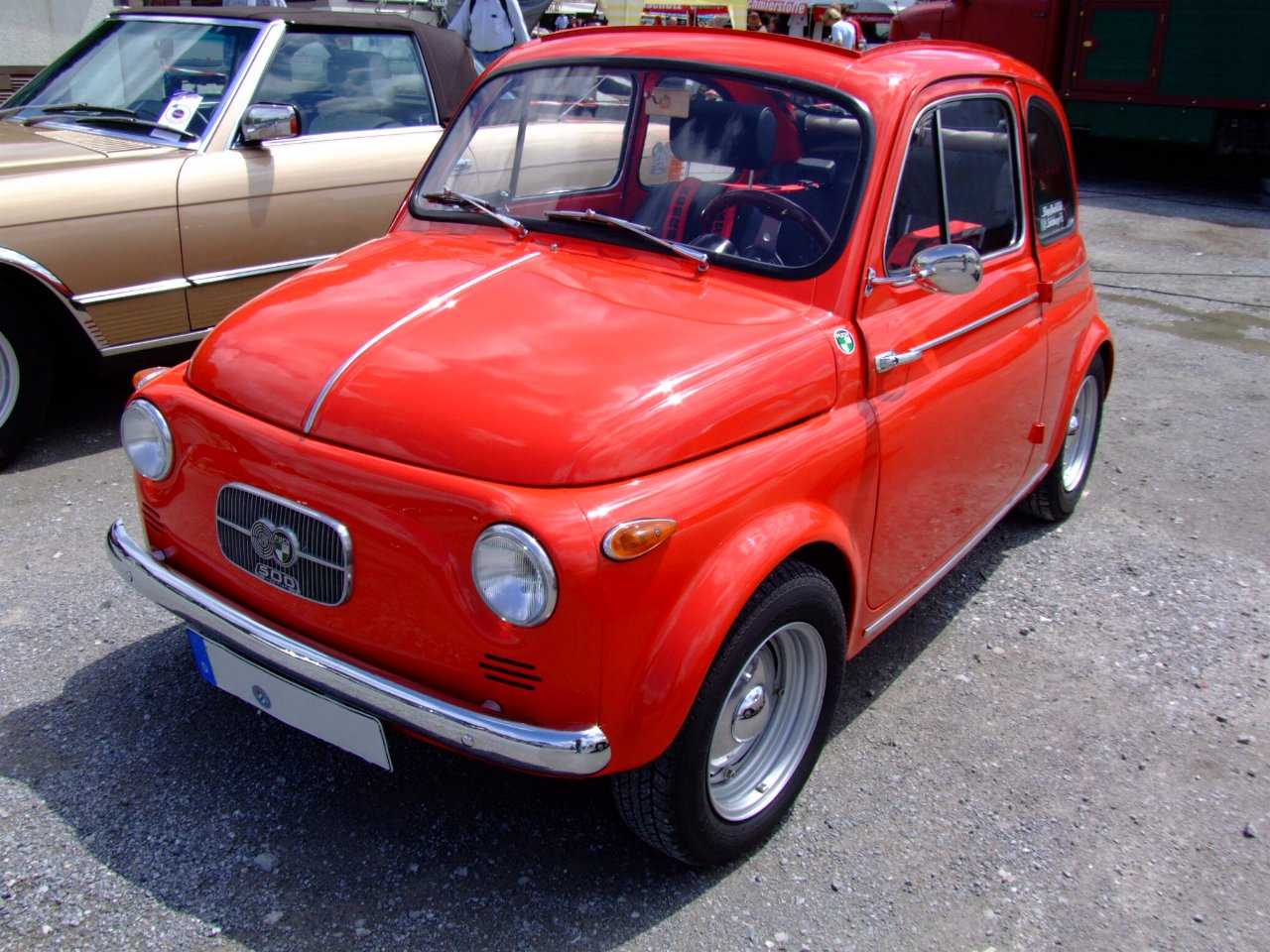
Une Fiat Steyr 500.

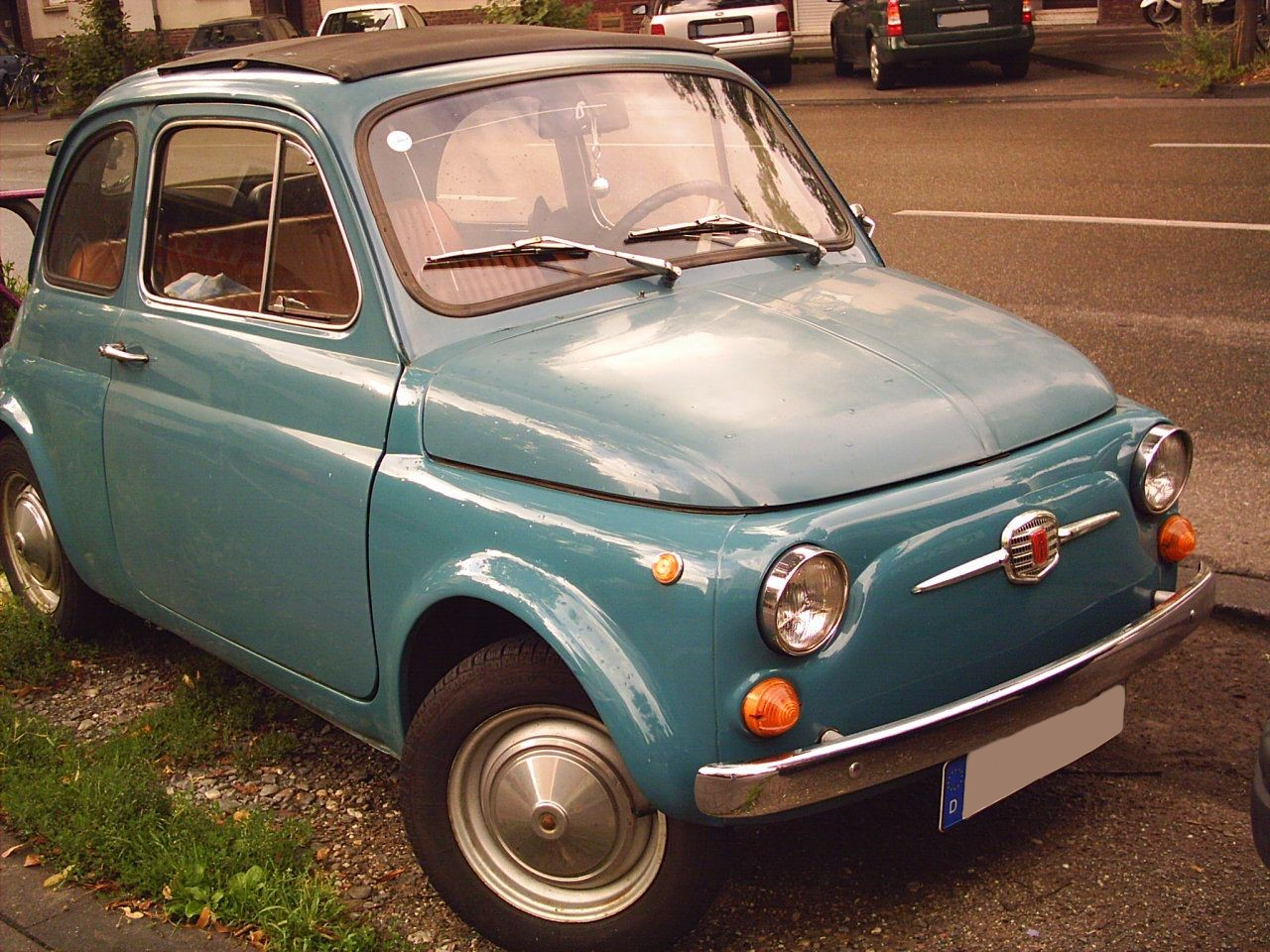
Une Fiat 500.

### Fiat Nuova 5001resérie
La toute première série de Fiat Nuova 500 est présentée à Turin le 4 juillet 1957. Elle était équipée d'un moteur bicylindre vertical refroidi par air de 479 cm3, disposé à l'arrière, délivrant 13 ch et autorisant une vitesse maximale de 85 km/h, avec une consommation de seulement 4,5 litres aux  100 km. 28 438 exemplaires seront produits la première année. Cette première version était très dépouillée selon la volonté de son créateur, voire trop. Elle ne rencontra pas le succès escompté. Elle n'offrait que deux places à l'avant et un grand coffre. L'objectif était, selon les mémoires de D. Giacosa, d'offrir une alternative aux scooters, très en vogue à cette époque en Italie.

### Fiat 500 Économique et Normale
Très rapidement, Fiat se rend compte que la puissance du petit moteur et le niveau d'équipement de la voiture sont insuffisants et présente lors du salon de l'automobile de Turin en octobre 1957, soit à peine 3 mois après le premier lancement, deux versions, Économique et Normale, dont la puissance du moteur a été porté à 15 ch. L’Économique reprend globalement l'ancienne version de base tandis que la Normale voit sa finition nettement améliorée et son équipement complété. C'est la version A.

### Fiat 500 Sport
L'année suivante, en 1958, pour profiter de la vague lancée par Abarth et Giannini Automobili avec les versions sportives dérivées de la Nuova 500, Fiat lance une version Sport équipée d'un moteur porté à 499,5 cm3 et développant 21 ch ; la version de base disparaissant.
La version Sport est la seule, de série, à ne pas recevoir de toit ouvrant en toile, mais un toit en tôle. C'est la version B.

### Fiat 500 Toit ouvrant
L'année 1959 sera très importante pour la petite Fiat 500. En effet, dès le début de l'année, Fiat lance la version avec un toit ouvrant en toile. La puissance du moteur est portée à 16,5 ch et son prix sera réduit de 20 % par rapport à la première version de 1957. Cette même année, l'Italie adopta de nouvelles règles de sécurité sur les automobiles en imposant les feux de position et de direction séparés et les répétiteurs de direction sur les ailes. C'est la version C.

### Fiat 500 D
En 1960, la 500 devient 500 D. Fiat lance en même temps la version fourgonnette, la Fiat 500 Giardiniera. Elle est nommée « D » simplement parce qu'elle correspond à la 4e version après la base, la Normale « A », la Sport « B » et la Tetto Apribile « C ». Elle garde la même carrosserie, légèrement retouchée, notamment au niveau des feux avant et arrière, pour se conformer aux évolutions de code de la route italien en la matière, et conserve le moteur de la version Sport dont la puissance a été ramenée à  17,5 ch. Elle pèse 500 kg et la capacité de son réservoir d'essence a été portée à 22 litres, sa vitesse maximum atteint 95 km/h. Elle vient remplacer la version Sport qui est abandonnée.
Cette version restera inchangée pendant cinq ans, d'octobre 1960 à mars 1965. Au total, 640 518 exemplaires de la version « D » seront produits.

### Fiat 500 F
C'est au Salon de Genève, en mars 1965, que Fiat dévoile la 500 F. « F » et non pas « E » car la version « E » correspond à une finition « America » de la 500 D. La version « F » a fait dire aux critiques automobiles italiens que la Fiat Nuova 500 était arrivée à maturité. Elle reçoit des portes ouvrant contre le vent, un pare-brise agrandi, et tout l'intérieur sera revu avec un niveau de finition de bonne facture. Son moteur gagnera ¹⁄₂ ch ce qui porte sa puissance à 18 ch.
Le succès de cette version convaincra Fiat à poursuivre la carrière de la 500 et à lancer, en 1968, un modèle de luxe, la fameuse version « L ».

### Fiat 500 L
En août 1968, alors que personne ne s'attendait à la présentation d'une nouvelle Fiat 500, mais plutôt à sa remplaçante à l'automne, surtout en Italie en pleine période de vacances d'été, Fiat lance la version luxueuse de la 500, la « L ». À l'extérieur, seule une barre chromée cintrée double les pare-chocs avant et arrière, c'est l'intérieur qui est complètement modifié. La planche de bord, qui était en tôle de la teinte de la carrosserie est maintenant entièrement revêtue, le cadre des instruments rectangulaire, repris de la Fiat 850, comporte désormais tous les instruments, les sièges sont moelleux et le dossier est réglable au millimètre près. L'ancien logo Fiat est maintenant remplacé par le logo en losanges.
La 500 L connaîtra un succès commercial sans précédent ; ce sera le modèle le plus produit avec un pic de 407 365 exemplaires en 1970, dont plus de la moitié seront exportés.

### Fiat 500 R
Alors que Fiat avait reporté le lancement de la Fiat 126 qui devait remplacer la 500, du fait de l'engouement prolongé de la clientèle, le constructeur décida de lancer une dernière version de la 500, la « R » (renouvelée) en même temps que la nouvelle 126. C'est ainsi qu'au Salon de Turin, début novembre 1972, les deux voitures se retrouvent côte à côte.
Le modèle « R » sera doté du même moteur que celui de la Fiat 126, un 594 cm3 mais développant 18 ch au lieu des 22 de la 126, et autorisant une vitesse maximale de 105 km/h. Ce modèle ne sera pas fabriqué sur les chaines turinoises mais en Sicile, à Termini Imerese et à Desio, près de Milan.

### Fiat 500 Gamine Vignale
Ce petit cabriolet Fiat a été produit entre 1967 à 1970 sur la base de la Fiat 500. Elle fut destinée à la jeunesse petite-bourgeoisie italienne. Une seule motorisation était disponible : un 500 cm3 de 18 ch DIN à 4 000 tr/min. Elle emprunte à la 500, son châssis, son moteur, son compteur et quelques agréments de confort. Elle mesure 3,02 mètres de long pour 1,3 mètre de large et 1,19 de hauteur. La boîte de vitesses comporte quatre rapports non synchronisés. Son empattement est de 1,84 mètre. Son Cx est de 0,45. C'est une voiture atypique qui sur le marché de l'occasion se négocie entre 10 000 € (pour une voiture à restaurer) et 20 000 € (pour un modèle restauré). C'est un modèle peu connu et donc peu recherché sur le marché de l'occasion. Son avant atypique n'a pas su séduire à l'époque ce qui explique sa faible production.

### Fiat 500 Jolly Beach

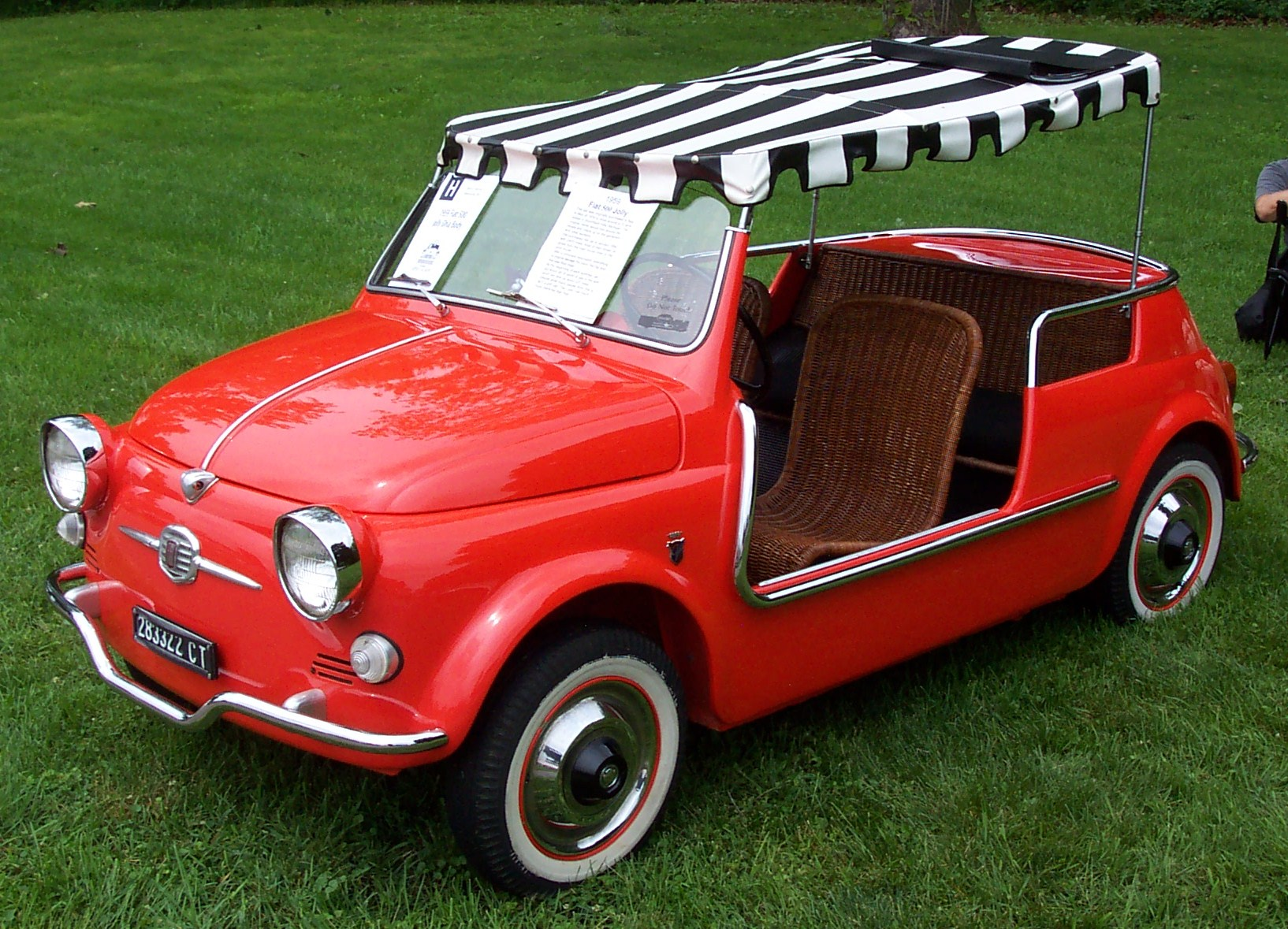
Fiat 500 Ghia Jolly version américaine.

Entre 1957 et 1966, la Carrozzeria Ghia produisit une variante « Jolly » de la 500, reprenant les caractéristiques de la Fiat 600 Jolly : une conception ouverte sans portes, un toit ouvrant amovible en tissu, des sièges en osier et de nombreux détails différant de la voiture d'origine. Malgré son côté pratique limité, la Jolly coûtait deux fois plus cher que la 500 standard et était donc principalement destinée à l'élite. Face au déclin des ventes, une version économique fut lancée en 1965, avec notamment des pare-chocs standard et des armatures de sièges tubulaires avec des cordons en plastique.

## Caractéristiques
La Fiat 500 est équipée d'un toit ouvrant en toile, et mesure 297 cm de long, et 132 cm de haut et de large. La Fiat 500 berline fut produite en Italie à 3 392 941 exemplaires auxquels s'ajoutent les 327 000 exemplaires de la Fiat 500 Giardiniera (Jardinière), un modèle avec un chargement arrière plus vaste proposé à partir de 1960.
La suspension est indépendante sur chaque roue. Un ressort à lames, transversal, relie les deux suspensions à l'avant. Les freins sont à tambour et à commande hydraulique.
La Fiat 500 servit de base pour d'innombrables dérivés signés Abarth, Bertone, Pininfarina, Zagato, Allemano, Autobianchi, Frua, Ghia, Giannini, Steyr-Puch et des dizaines d'autres.

## Fiat 500 construites hors d'Italie
Bien que la Fiat 500, dans l'esprit collectif, représente l'Italie des années 1950–1960, cette micro voiture a été aussi fabriquée en petite série dans deux autres pays plutôt habitués aux voitures de grosse cylindrée. Cela s'explique par les droits de douane importants en vigueur à l'époque. Aujourd'hui, ces marchés seraient alimentés par l'exportation.
- Allemagne : Fiat Neckar a fabriqué entre 1959 et 1962 plus de 6 000 exemplaires d'un dérivé de la Fiat 500 Giardiniera, l'Autobianchi Panoramica ainsi qu'un coupé sur la base de la berline, appelé NSU-Fiat Neckar Weinsberg 500 à 6 118 exemplaires.
- Autriche : Steyr-Puch utilisait des licences de fabrication Fiat depuis 1907 et assembla entre fin 1957 et 1972 exactement 57 834 exemplaires de la Fiat 500 berline avec un moteur Steyr spécifique, dérivé du moteur Fiat.

La production globale du modèle Fiat 500 a atteint les 3 800 000 exemplaires sans compter les modèles dérivés Abarth, Giannini, etc.

## Nouvelle Fiat 500 de troisième génération

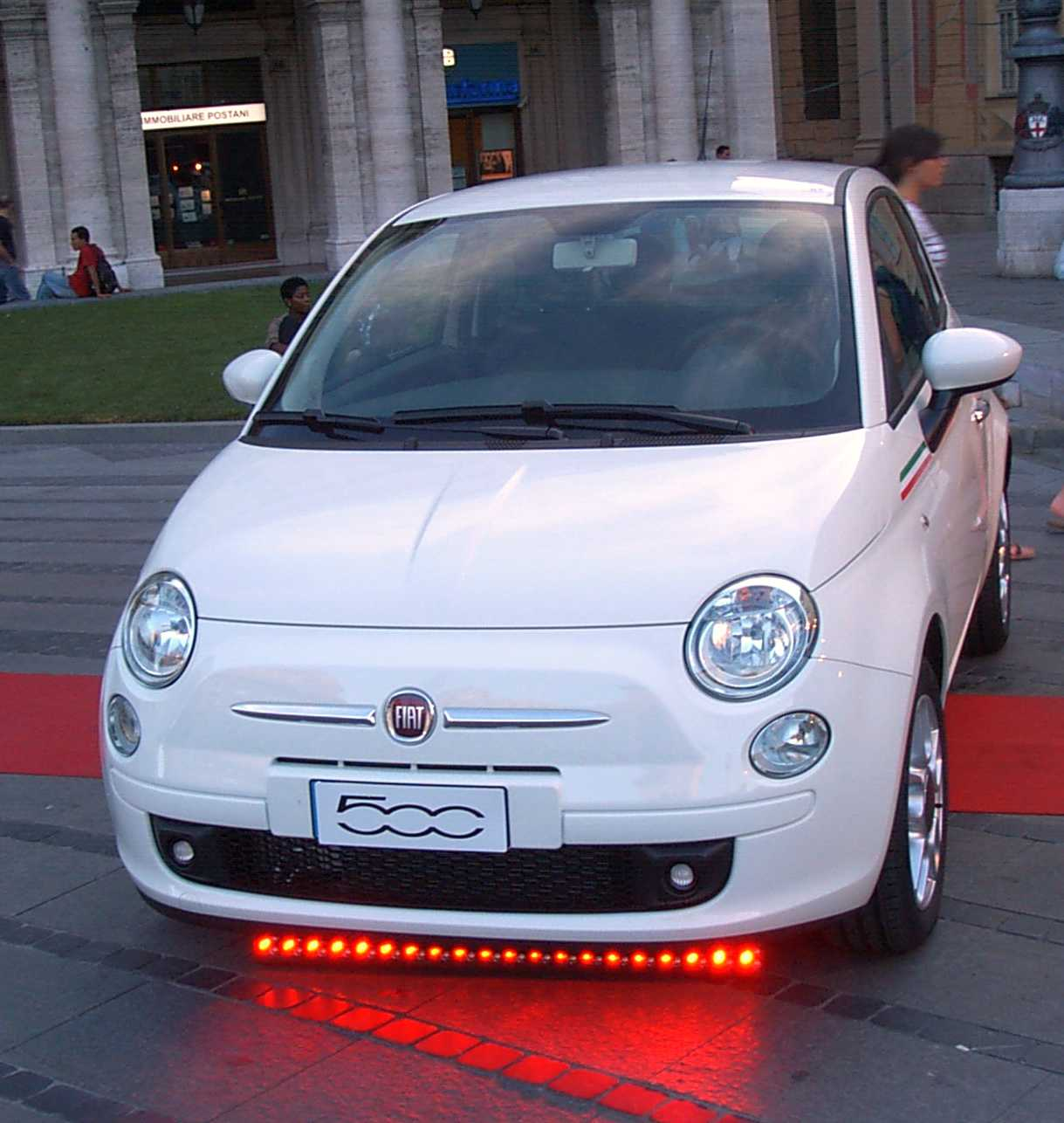
La nouvelle Fiat 500.

Pour les 50 ans de la Fiat 500, le 4 juillet 2007 à Turin, une nouvelle version de l'automobile est présentée, sous le même nom de nouvelle Fiat 500, au cours d'une immense fête sur les rives du Pô. D'abord commercialisée en Italie et en France, elle est depuis disponible dans le monde entier y compris aux États-Unis, au Canada et en Chine, marchés alimentés par l'usine mexicaine de Toluca. Produite à Tychy en Pologne, c'est un véritable succès commercial au-delà de toutes les espérances, plusieurs mois de délai pour pouvoir recevoir sa voiture malgré un régime de fabrication de 190 000 exemplaires par an. Elle a été élue « Voiture de l'année 2008 ».
Elle est dotée de deux moteurs essence : 
- 1.2 69 ch, 119 g de CO2 ;
- 1.4 100 ch, 149 g de CO2.

Ainsi qu'un moteur Diesel :
- 1.3 75 ch, 110 g de CO2.

Coffre : 185 dm3
Dimensions (L/l/h) : 3,55/1,65/1,49 m
Empattement : 2,30 m
La 500 version « convertible » a officiellement été présentée le 16 février 2009, elle est appelée 500C.

## Anniversaires et commémorations

### Pièce de monnaie de collection
En 2017, pour fêter les 60 ans de la Fiat 500, l’Hôtel des monnaies italien (Istituto Poligrafico e Zecca dello Stato) a émis une pièce de monnaie en argent, de valeur faciale 5 Euros, à l’effigie de la voiture. Dessinée par le maître graveur Claudia Momoni, celle-ci met en perspective la Fiat 500 de 1957 et le modèle moderne sur son côté face. Frappée à 4 000 exemplaires, elle n'est pas destinée à être mise en circulation.

### Événements et récompenses
En 2017 également, Fiat a célébré le 60e anniversaire avec une exposition au Museum of Modern Art de New York et a reçu l'un des Corporate Art Awards de pptArt lors d'un événement organisé par le président de la République italienne Sergio Mattarella au Palais du Quirinal.